# ينس ستولتنبرغ
ينس ستولتنبرغ (بالنرويجية البوكمول: Jens Stoltenberg)‏ (مواليد 16 مارس 1959)، هو سياسي نرويجي وأمين عام حلف شمال الأطلسي (الناتو)، ورئيس وزراء سابق للنرويج.
وُلد في عائلة سياسية فوالدُه تورفالد ستولتنبرغ وزير دفاع وخارجية سابق للنرويج. دَرس الاقتصاد في جامعة أوسلو، وعمل كصحفي بين عامي 1979 و1981، وفي هيئة الإحصاء النرويجية عامي 1989-1990. وانخرط في الحياة السياسية منذ سن المراهقة.
كان ستولتنبرغ رئيس حزب العمال النرويجي بين عامي 2002 و2014، وعضوًا في البرلمان عن أوسلو منذ عام 1993. وكان نائب وزير في وزارة البيئة من عام 1990 إلى 1991، ووزير الصناعة من 1993 إلى 1996، ووزير المالية في عام 1996 إلى 1997.
أصبح رئيسا للوزراء لأول مرة عام 2000-2001 بعد تصويت سحب الثقة من حكومة شيل ماغنه بونديفيك الائتلافية، ولكن حزبه لم يحقق الأغلبية المطلوبة في انتخابات 2001. نجح مجدَّداً أن يصبح رئيسا للوزراء بعد انتخابات سبتمبر 2005 البرلمانية بعد تشكيل حكومة ائتلاف الأحمر-الأخضر، واستمر في قيادة الحكومة لفترتين حتى أكتوبر 2013 حتى هبطت نتائج حزبه بشكل واضح في الانتخابات البرلمانية لعام 2013 والتي تولّت بموجبها رئيسة الوزراء الحالية إرنا سولبرغ.
تولّى منصب أمين عام حلف شمال الأطلسي (الناتو) في 1 تشرين الأول/أكتوبر 2014  بعد ترشيحه من قٍبل المستشارة الألمانية أنغيلا ميركل.

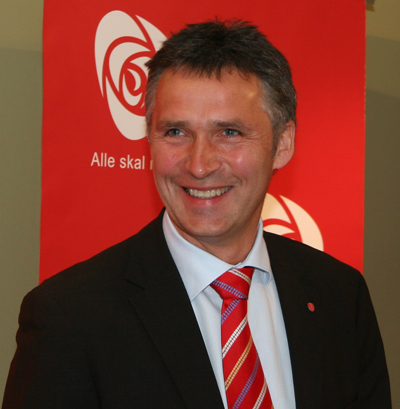
ينس ستولتنبرغ رئيس وزراء النرويج السابق

## روابط خارجية
- ينس ستولتنبرغ على موقع IMDb (الإنجليزية)
- ينس ستولتنبرغ على موقع الموسوعة البريطانية (الإنجليزية)
- ينس ستولتنبرغ على موقع مونزينجر (الألمانية)
- ينس ستولتنبرغ على موقع إن إن دي بي (الإنجليزية)
- ينس ستولتنبرغ على موقع ديسكوغز (الإنجليزية)
- ينس ستولتنبرغ على موقع قاعدة بيانات الفيلم (الإنجليزية)
- ينس ستولتنبرغ على موقع كينوبويسك (الروسية)